# Drum Castle
Drum Castle er en borg, der stammer fra 1200-tallet, der ligger nær Drumoak i Aberdeenshire, Skotland. I flere århundreder har det været sæde for klanhøvdingen i Clan Irvine.
Bygninge har et af Skotlands ældste beboelsestårne. I 1619 blev der tilføjet en stor fløj, og der var omfattende ombygninger i victoriatiden.
Stednavnet Drum er afledt af det gæliske druim, der betyder højderyg. Den ligger omkring 10 km nordvest for Banchory og 6 km vest for Peterculter.
Den ejes i dag af National Trust for Scotland, og den er en af de mest besøgte af trustens ejendomme.